# Joeri Heerkens
Joeri Heerkens, né le 8 mai 2006 à Broumov en Tchéquie, est un footballeur néerlandais qui joue au poste de gardien de but à l'Ajax Amsterdam.

## Biographie

### Carrière en club
Né à Broumov en Tchéquie, de parents néerlandais, Joeri Heerkens est formé par le Sparta Prague, avant de commencer sa carrière senior en prêt au FK Loko Praha en Championnat de Tchéquie de troisième division lors de la saison 2023-2024.
Il fait ensuite ses débuts professionnels avec l'équipe reserve en Championnat de Tchéquie de deuxième division la saison suivante.

### Carrière en sélection
D'abord international avec la République Tchèque jusqu'aux moins de 18 ans, Heerkens choisit ensuite de représenter les Pays-Bas.
En juin 2025, il est convoqué avec l'équipe des Pays-Bas des moins de 19 ans pour participer au Championnat d'Europe des moins de 19 ans qui a lieu en Roumanie.
Les Pays-Bas remportent la demi-finale contre la Roumanie, sur le score de 3-1.

## Palmarès

### En sélections nationales
|  |  | Pays-Bas -19 ans - Championnat d'Europe -19 ans - Vainqueur : 2025. |